# Новый Карыш
Новый Карыш (Новокарыш, баш. Яңы Ҡарыш) — упразднённая в 2006 году деревня в Аскинском районе Республики Башкортостан Российской Федерации. Входила на момент упразднения в состав Мутабашевского сельсовета. Ныне 

## География
Возле урочища протекает р. Аскинка, рядом оз. Шакирелга, Логиново и Ширяево.

## История
Возникла в начале XX века. 
Упразднена Законом Республики Башкортостан от 29.12.2006 N 404-з «О внесении изменений в административно-территориальное устройство Республики Башкортостан в связи с объединением, упразднением, изменением статуса населённых пунктов и переносом административных центров» (ст.1, п. 3).

## Население
В 1920 году учтено 18 дворов, 68 человек.
По справке, составленной научным сотрудником Казанского Института языка, литературы и искусств Дамиром Исхаковым, на анализе данных переписей 1926-1979 было установлено, что местное население в рамках политики башкиризации, переписано с татар на башкир в 1979 году, а по предыдущим переписям в селе проживали мишари и татары.

## Карта
Лист карты O-40-138. Масштаб: 1 : 100 000. Состояние местности на 1982 год. Издание 1984 г.